# (29469) 1997 UV2
1997 يو في 2 (ويعرف أيضًا باسم (29469) 1997 يو في 2 وفق تسمية الكوكب الصغير) (بالإنجليزية: 1997 UV2)‏ هو كويكب ضمن حزام الكويكبات؛ وترتيبه 29469 من حيث الاكتشاف.
اكتُشف هذا الجُرم الفلكي بواسطة تاكيشي أوراتا ‏ في 25 أكتوبر 1997.

## وصلات خارجية
- (29469) 1997 UV2 في قاعدة بيانات مختبر الدفع النفاث لأجرام النظام الشمسي الصغيرة

- الاكتشاف · مخطط المدار ·  العناصر المدارية · المعلمات المادية

- (29469) 1997 UV2 على موقع ويكي سكاي: DSS2, SDSS, GALEX, IRAS, Hydrogen α, X-Ray, Astrophoto, Sky Map, Articles and images